# Cantone di Pouzauges
Il Cantone di Pouzauges era una divisione amministrativa dell'arrondissement di Fontenay-le-Comte.
È stato soppresso a seguito della riforma complessiva dei cantoni del 2014, che è entrata in vigore con le elezioni dipartimentali del 2015.
Comprendeva i comuni di:
- Le Boupère
- Les Châtelliers-Châteaumur
- Chavagnes-les-Redoux
- La Flocellière
- La Meilleraie-Tillay
- Monsireigne
- Montournais
- La Pommeraie-sur-Sèvre
- Pouzauges
- Réaumur
- Saint-Mesmin
- Saint-Michel-Mont-Mercure
- Tallud-Sainte-Gemme